# Ulisses Cortês
Ulisses Cruz de Aguiar Cortês (em grafia antiga Ulisses Cruz de Aguiar Cortez) GCC • GCRB (Bolo, Castanheira de Pera, Castanheira de Pera, 5 de fevereiro de 1900 – São Jorge de Arroios, Lisboa, 20 de dezembro de 1975) foi um Ministro das Finanças português, entre 1965 e 1968.

## Biografia
Nasceu no lugar do Bolo, em Castanheira de Pera, a 5 de fevereiro de 1900, tendo sido batizado a 19 de março de 1900. Era o mais novo de cinco filhos e filhas de Manuel Fernandes Cortês (Serpins, Lousã, – ?) e de sua mulher (Castanheira de Pera, Castanheira de Pera) Maria Arminda de Morais da Cruz de Aguiar (Bolo, Castanheira de Pera, Castanheira de Pêra, 2 de Março de 1875 – ?).
Licenciou-se em Direito, na Faculdade de Direito da Universidade de Coimbra. Exerceu advocacia, tanto em Coimbra como na vila da Lousã, tendo sido Administrador do Concelho, Vice-Presidente da Câmara Municipal da Lousã e 
proprietário e Diretor do Jornal Alma Nova.
A 10 de Julho de 1937, casou civilmente em Lisboa, Benfica, com Maria Helena Franco Bebiano Correia (Nossa Senhora do Pópulo, Caldas da Rainha, 6 de Abril de 1916 – ?), filha do advogado António Bebiano Correia, natural de Castanheira de Pera, e de Sílvia Franco Bebiano Correia, natural da Lourinhã. Foram padrinhos o então ministro da Justiça, Manuel Rodrigues Júnior, de quem era chefe de gabinete, e a mulher deste, Rosária Maria Lizardo Rodrigues. Era bisneta do 1.º Visconde de Castanheira de Pera. Tiveram geração.
Foi membro da comissão executiva da União Nacional e chefe do gabinete do Ministro da Justiça Manuel Rodrigues Júnior; assumiu, também, as funções de director-geral e secretário-geral (1942) deste ministério, e foi Deputado da Assembleia Nacional.
Em 2 de Agosto de 1950, Ulisses Cortês substitui Castro Fernandes na pasta da Economia, até 14 de Agosto de 1958. Teve como subsecretário de Agricultura o agrónomo Domingos Rosado Vitória Pires.  Liberal, Cortês defende uma política de liberalização de preços, que tinha oposição junto do subsecretário de Estado do Comércio e Indústria, Jorge Jardim.
Entre 1953 e 1958, executou o 1.º Plano do Fomento, considerado uma iniciativa modernizadora da Lei de Reconstituição Económica (1935); promove a construção da Siderurgia Nacional e projecta uma desburocratização dos serviços públicos ministeriais.
A 2 de Junho de 1956 foi agraciado com a Grã-Cruz da Ordem Militar de Cristo.
Em 1959, Ulisses Cortês é o novo administrador-geral da Caixa Geral de Depósitos, chegando a presidente do Conselho de Administração dessa entidade bancária.
De 14 de Junho de 1965 a 19 de Agosto de 1968, Cortês regressa à vida política como Ministro das Finanças.
Recebeu também Grã-Cruz do Mérito da Ordem do Mérito da República Federal da Alemanha Ocidental e a Grã-Cruz da Ordem de Rio Branco do Brasil.
Morreu a 20 de dezembro de 1975, aos 75 anos, vítima de edema pulmonar agudo, na freguesia de São Jorge de Arroios, em Lisboa, onde residia na Avenida Almirante Reis, n.º 84, 2.º andar. Foi sepultado no cemitério da Lourinhã, de onde a sogra era natural.

## Obras
- Tabela dos Emolumentos Judiciais (1939)
- Acção do Ministério da Economia (1955)
- Impérios e Ritmos Mundiais de Crescimento Económico (1963)